# Ž
Ž je petindvajseta, zadnja črka slovenske abecede. Ž je zveneč soglasnik in šumevec.
Črko Ž se pojavlja v abecedah naslednjih jezikov: srbohrvaščina (in seveda vse njene različice: bošnjaščina, hrvaščina, srbščina), češčina, slovaščina,  estonščina, latvijščina, litvanščina, lužiška srbščina, severna samščina. 
Za zapis tujih imen jo uporabljajo tudi v naslednjih jezikih: finščina.

## PomeniŽ
- Ž oz ž je kratica za oznako ženskega spola.
- ž je zastarel predlog (ž njim).
- Revija Ž je bila revija, ki jo je urejal Jonas Žnidaršič.

- Fraza od A do Ž pomeni od začetka do konca.

## Računalništvo
Znaka Ž (in ž) ni v angleški abecedi, zato so (bile) s kodiranjem teh znakov v računalništvu precejšnje težave. Spodaj so najbolj znani kodni nabori in desetiške kode znakov (za Unicode so vrednosti šestnajstiške).
| JUS I.B1.002 \| \| ISO 8859-2 \| ISO 10646     |
| YUSCII \| CP852 \| CP1250 \| Latin2 \| Unicode |
| 64 \| 166 \| 142 \| 174 \| U+017D              |
| 96 \| 167 \| 158 \| 190 \| U+017E              |

Pri urejanju HTML je posamezen znak moč zapisati tako, da ga zapišemo v obliki &amp#xxx; kjer je xxx desetiška koda znaka.
- Ž &#381;
- ž &#382;